# 约翰·彼得·埃米琉斯·哈特曼
约翰·彼得·埃米琉斯·哈特曼（丹麥語：Johann Peter Emilius Hartmann，1805年5月14日—1900年3月10日），德国血统的丹麦作曲家，管风琴家。早年曾学习法律并长期担任公务员。同时任管风琴师，1832年首演了歌剧《渡鸦》。1836年到德国和法国访问，回国后参与创建哥本哈根音乐学院。作品为浪漫主义风格。其女婿为著名作曲家加德，其子埃米尔也是作曲家。